# Moulès

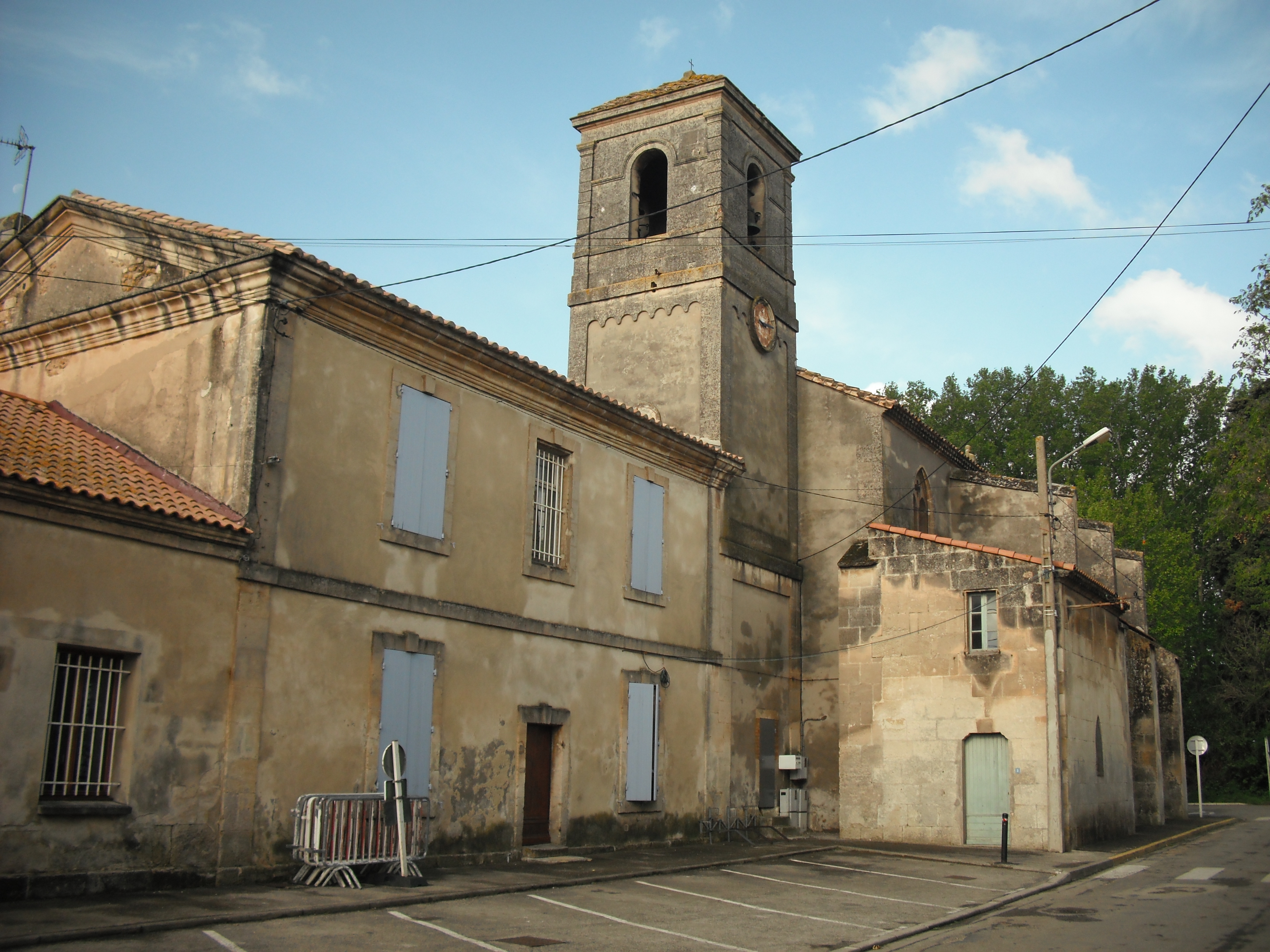
Kirche von Moulès

Moulès ist ein Ortsteil der Stadt Arles im französischen Département Bouches-du-Rhône. 2007 lebten hier 1384 Menschen.

## Lage
Das Dorf liegt inmitten der Landschaft Crau, in der Nähe von Raphèle-lès-Arles. Moulès befindet sich etwa zwölf Kilometer östlich vom Stadtzentrum von Arles, mit dem es über die Departementsstraße D83 verbunden ist.

## Kirche
Die Kirche Sainte-Hippolyte von Moulès war im zehnten Jahrhundert die erste Kirche, die von Teucinde von Arles, der späteren Gründerin der Abtei Montmajour, gegründet wurde. Zunächst war die Kirche von Saint Trophime abhängig. 1237 schenkte der Bischof den Zisterzienserinnen von Mollégès die Kirche. Später baten die Bewohner um den Bau einer neuen Kirche, die am 16. April 1682 geweiht wurde. Als diese zu klein wurde, wurde sie erneut ersetzt. Diese neue Kirche wurde am 29. August 1841 geweiht, der Glockenturm 1853 ergänzt.